# Uvjeća
Uvjeća (en serbe cyrillique : Увјећа) est un village de Bosnie-Herzégovine. Il est situé sur le territoire de la ville de Trebinje et dans la république serbe de Bosnie. Selon les premiers résultats du recensement bosnien de 2013, il ne compte plus aucun habitant.

## Géographie
Le village est situé à la frontière entre la Bosnie-Herzégovine et la Croatie. Il est entouré par les localités suivantes :
|                       | Velja Gora Tuli                                                 |                    |
| Velja Gora Kremeni Do | Uvjeća                                                          | Tuli Kunja Glavica |
|                       | Kunja Glavica Duba Konavoska (municipalité de Konavle, Croatie) |                    |

## Histoire
Avec ses maisons et leurs toits en pierre, le village est caractéristique d'un village traditionnel de l'Herzégovine au XIXe siècle, ; il est inscrit sur la liste provisoire des monuments nationaux de Bosnie-Herzégovine.

## Démographie

### Évolution historique de la population dans la localité
| 1948 | 1953 | 1961 | 1971 | 1981 | 1991 | 2013 |
| ---- | ---- | ---- | ---- | ---- | ---- | ---- |
| -    | -    | 84   | 64   | 36   | 8    | 0    |

|  |

### Répartition de la population par nationalités (1991)
En 1991, les 8 habitants du village étaient tous serbes.